# بلومينغبورغ (نيويورك)
بلومينغبورغ (بالإنجليزية: Bloomingburg, New York)‏ هي منطقة سكنية تقع في الولايات المتحدة في نيويورك (ولاية). يقدر عدد سكانها بـ 420 نسمة .